# Brachycaudus
Genre
Brachycaudus est un genre d'insectes de l'ordre des hémiptères (les hémiptères sont caractérisés par leurs deux paires d'ailes dont l'une, en partie cornée, est transformée en hémiélytre), de la famille des Aphididae (pucerons).

## Quelques espèces
- Brachycaudus cardui — puceron de l'artichaut
- Brachycaudus helichrysi — puceron vert du prunier
- Brachycaudus persicae (Passerini) — puceron noir du pêcher
- Brachycaudus prunicola (Kaltenbach, 1843) — puceron brun du prunier ou du pêcher.